# Nowystaw
Nowystaw (ukr. Новостав), Nowostaw – wieś na Ukrainie  w obwodzie tarnopolskim, w rejonie krzemienieckim.